# تمندوة جنوبية
{{صندوق معلومات كائن
| الاسم =  تمندوة جنوبية
| حالة الحفظ =  لا
| الصورة = T_tetradactyla_1.jpg
| عرض الصورة = 
| التعليق = 
| النطاق =  حقيقيات النوى
| المملكة =  حيوانات
| الشعبة =  الحبليات
| الشعيبة =  الفقاريات
| الصف =  رباعية الأطراف
| الطائفة =  الثدييات
| الصنف =  الوحشيات
| الطبقة =  غريبات المفاصل
| الرتبة =  الثدييات المشعرة
| الرتيبة =  آكلات النمل
| الفصيلة =  الناملات
| الجنس =  التمندوة
| النوع =  تمندوة جنوبية
| الاسم العلمي =  Tamandua tetradactyla
| واضع الاسم =  ([[C. كارولوس لينيوس]], 1758) Gray
| عام وضع الاسم =  1825
| ماهية التقسيم = 
| التقسيم = 
| خريطة الانتشار = 
| عرض خريطة الانتشار = 
| تعليق خريطة الانتشار = 
}}
تمندوة جنوبية (الاسم العلمي: Tamandua tetradactyla) هي نوع من الحيوانات تتبع جنس التمندوة من فصيلة الناملات.